# Otto Aust
Otto Torsten Johan Aust (* 25. Juli 1892 in Göteborg; † 12. Oktober 1943 in Twistringen, Deutsches Reich) war ein schwedischer Segler.

## Erfolge
Otto Aust, der Mitglied im Göteborgs Kungliga Segelsällskap war, gewann bei den Olympischen Spielen 1912 in Stockholm in der 6-Meter-Klasse die Bronzemedaille. Dabei war er Crewmitglied der Kerstin, die in beiden Wettfahrten der Regatta ebenso wie das andere schwedische Boot, die Sass, einmal den dritten Platz erreichte. Während es zwischen der Mac Miche aus Frankreich und der Nurdug II aus Dänemark zum Stechen um den Olympiasieg kam, entschied eine weitere Wettfahrt zwischen der Kerstin und der Sass um den Gewinn der Bronzemedaille. Die Kerstin setzte sich durch, sodass Aust mit dem anderen Crewmitglied Harald Sandberg und Skipper Eric Sandberg den dritten Platz belegte.